# Автомен
«Автомен» (англ. Automan) — американский научно-фантастический, супергеройский телесериал, который транслировался на канале ABC с 15 декабря 1983 года по 2 апреля 1984 года. Создание сериала было вдохновлено успехом Диснеевского «Трона», вышедшего в 1982 году.

## Сюжет
Сюжет сериала строится вокруг работы полицейского компьютерного эксперта Уолтера Небикера, которого его собственные коллеги не воспринимают всерьёз, включая его консервативного шефа капитана Бойда, неприемлющего электронику и компьютеры, а также офицера Роксаны Колдуэл, к которой Уолтер испытывает чувства.
С помощью полицейского компьютера и сложного программного обеспечения Уолтер создает себе напарника-голограмму, вложив него все лучшие черты выдающихся детективов, а также невероятную самообучаемость и возможность, с помощью робота-курсора создавать голографические копии любых предметов. Виртуальный партнёр Уолтера получает имя Автомен (потому что он первый полностью автоматический человек). В дальнейшем Уолтер, Автомен (который в реальной жизни берет псевдоним-омоним Отто Мэнн и выдает себя за секретного федерального агента), а также детектив Джек Кёртис и Роксана начинают совместную работу по борьбe с мафией, кибер-преступниками и коррумпированными чиновниками.

## Список серий
| № | Название                                                  | Режиссёр       | Автор сценария                   | Дата премьеры    |
| --- | --------------------------------------------------------- | -------------- | -------------------------------- | ---------------- |
| 1 | «Автомен»                                                 | Ли Катзин      | Глен Ларсен                      | декабрь 15, 1983 |
| Некая организация похищает именитых учёных. За дело берётся коллега Уолтера - детектив Джек Кёртис, однако и он оказывается захвачен злоумышленниками и вывезен из США. Уолтера привлекают для анализа большого объема данных, чтобы облегчить себе работу и выйти на след похитителей Уолтер создает Автомена...                                                        |                                                           |                |                                  |                  |
| 2 | «Остаться в живых во время сильной лихорадки флэш-танцев» | Винрич Колб    | Глен Ларсен                      | декабрь 22, 1983 |
| Уолтер и Автомен ведут поиск цифровых следов преступлений высокопоставленного судьи. Однако оказывается, что это схема придумана мафией, чтобы дискредитировать последнего и отстранить от важного судебного процесса. Название серии является отсылкой к следующим фильмам Остаться в живых, Танец-вспышка и Лихорадка субботнего вечера.                               |                                                           |                |                                  |                  |
| 3 | «Великий притворщие»                                      | Ким Маннерс    | Сэм Иган                         | декабрь 29, 1983 |
| Преступники похищают бумагу, необходимую для печатания банкнот. Автомен притворяется богатым мафиози, заинтересованным в покупке бумаги для производства фальшивых денег |                                                           |                |                                  |                  |
| 4 | «Корабли в ночи»                                          | Боб Клэвер     | Парк Перин                       | январь 5, 1984   |
| На отдаленном тропическом острове бесследно пропадают граждане США, испытывающие финансовые трудности. Уолтер и Автомен отправляются на место, под видом американских туристов для разоблачения преступной группы из беглых мафиози и местных полицейских чинов. |                                                           |                |                                  |                  |
| 5 | «Неразборчивая подпись»                                   | Винрич Колб    | Сэм Иган                         | январь 12, 1984  |
| Не чистые на руку дельцы продают низкокачественные запчасти для авиатехники, что приводит к катастрофе полицейского вертолёта. Уолтер решает раскрыть аферу |                                                           |                |                                  |                  |
| 6 | «Вспышки и пепел»                                         | Ким Маннерс    | Даглас Хэйс, мл.                 | январь 19, 1984  |
| Товарищ Уолтера по полицейской академии, Френк Куни, был убит продажными офицерами, которые крадут оружие с государственного склада. Уолтеру предстоит раскрыть личности преступников, не имея против них прямых улик, а так же привлечь к ответственности их высокого покровителя.                                                                                      |                                                           |                |                                  |                  |
| 7 | «Крупнейшая игра в городе»                                | Винрич Колб    | Ларри Броуди, Шел Вилленс        | январь 26, 1984  |
| Группа кибер-преступников поражает компьютерными вирусами систему городского жизнеобеспечения. Уолтеру и Автомену в кратчайшие сроки предстоит раскрыть банду и обезвредить нанесенный ущерб. |                                                           |                |                                  |                  |
| 8 | «Ренегат в бегах»                                         | Аллен Байрон   | Ларри Броуди, Даглас Хэйс, мл.   | март 5, 1984     |
| В провинциальном американском городке местный шериф организует банду, прикрываясь имеющейся властью, он добивается от подруги Уолтера, продажи земли на границе штата для контроля нелегальной миграции. Дело осложняется тем, что Уолтера ложно обвиняют в продаже наркотиков, а разобраться с коррумпированным шерифом собирается местное братство байкеров "Ренегаты" |                                                           |                |                                  |                  |
| 9 | «Убийство на MTV»                                         | Брюс Сет Грин  | Даглас Хэйс мл., Гердон Трублад  | март 12, 1984    |
| Восходящую звезду рок-музыки пытается убить неназванный шантажист. Ввиду отсутствия свободных людей капитан Бойд отправляет для охраны Уолтера, однако отец девушки и продюсер группы, решает прибегнуть к услугам уголовников для разрешения проблемы. |                                                           |                |                                  |                  |
| 10 | «Убийство, дайте одно»                                    | Ким Маннерс    | Сэм Иган                         | март 19, 1984    |
| Знаменитый скандальный журналист погибает от рук киллера. Под подозрение попадает теряющая популярность кинозвезда. Автомен внедряется на съемки фильма и выясняет, что в деле замешаны наркоторговцы, которые пытаются легализовать своих доходы через киноиндустрию, а убитый журналист вышел на их след.                                                              |                                                           |                |                                  |                  |
| 11 | «Застежки-молнии»                                         | Алан Кроссланд | Дэвид Греббер, Брюс Калиш        | март 26, 1984    |
| Работник секретного государственного бюро похищает компьютерные микрочипы, но становится жертвой банды домушников, которые используют в качестве притона клуб «Застежки-молнии». Автомен внедряется в штат работников клуба, но тем временем мафия, заказавшая чипы решает убить всех свидетелей и заполучить чипы.                                                      |                                                           |                |                                  |                  |
| 12 | «Убийство от дизайнера»                                   | Гилл Бетман    | Сэм Иган                         | апрель 2, 1984   |
| Дом модной одежды становится жертвой рэкета. Бандиты убивают одного из владельцев и угрожают его партнеру, и по факту единственному оставшемуся в живых учредителю. Ситуация осложняется тем, что киллер так же убивает старого друга Джека Кёртиса, который готов отомстить не считаясь с законом.                                                                      |                                                           |                |                                  |                  |
| 13 | «Клуб "Десятка"»                                          | Ким Маннерс    | Михаэль С. Басёр, Ким Вейскопфщщ | В США не выходил |
| Знакомая писательница Роксаны пропадает без вести, во время освящения отдыха в элитном клубе «Десятка». Капитан Бойд отправляет Уолтера и Роксану для расследования, однако в дело вмешивается Автомен, который выдает себя за богатого сноба, а Уолтера - за своего слугу. Позже выясняется что за преступлениями стоят контрабандисты алмазов.                         |                                                           |                |                                  |                  |

1. ↑  транслировался 23 августа 1984 года на британском канале BBC1
2. ↑  транслировался 23 августа 1984 года на британском канале BBC1